# Mythimna prominens
Mythimna prominens är en fjärilsart som beskrevs av Walker 1856. Mythimna prominens ingår i släktet Mythimna och familjen nattflyn. Inga underarter finns listade i Catalogue of Life.